# Tommy Ohlsson
Dick Tommy Ohlsson, född den 13 juni 1973 i Österhaninge söder om Stockholm, Sverige, är en svensk fysiker. Han är professor i teoretisk fysik med inriktning mot elementarpartikelfysik vid Kungl. Tekniska högskolan (KTH) på AlbaNova universitetscentrum. Hans forskningsområde är teoretisk partikelfysik, speciellt neutrinofysik och fysik bortom den s.k. standardmodellen.
Ohlsson studerade Teknisk fysik vid KTH mellan åren 1992 och 1996, doktorerade i teoretisk fysik vid KTH mellan åren 1996 och 2000, disputerade vid KTH den 9 juni 2000 och var postdoc vid Technische Universität München, München, Tyskland mellan åren 2000 och 2002. Han är anställd på KTH sedan år 2002, utnämndes till oavlönad docent den 2 juni 2003 och befordrades till professor den 1 januari 2008. År 2003 tilldelades han Gustafssonpriset för unga forskare vid Uppsala universitet och KTH av Göran Gustafssons Stiftelse. Mellan åren 2005 och 2009 innehade han en särskild forskartjänst vid Kungl. Vetenskapsakademien (KVA) som finansierades av Knut och Alice Wallenbergs Stiftelse (KAW).
I december 2012 valdes Ohlsson in på fyra år (2013–2016) i medlemmarnas rådgivande styrelse för preprintdatabasen arXiv som en av åtta röstande ledamöter från de finansiellt bidragande organisationerna.
Ohlsson är sedan den 1 januari 2014 samordnande redaktör för den vetenskapliga tidskriften Nuclear Physics B, som fokuserar på området för högenergifysik, kvantfältteori, statistiksystem, och matematisk fysik.

## Publikationer
- Publikationer listade i databasen Inspire.
- Tommy Ohlsson, Relativistic Quantum Physics - From Advanced Quantum Mechanics to Introductory Quantum Field Theory, Cambridge (2011).  ISBN 9780521767262
- Tommy Ohlssons doktorsavhandling (som PostScript-fil)